# Битва під Саратогою (1777)
Битва під Саратогою (англ. Battles of Saratoga) — епізод Американської революції, в ході якого північноамериканським патріотам вперше вдалося здобути значну перемогу над королівською армією 7 жовтня 1777 року. Бій вважається у американській історіографії переломним моментом всієї війни. Фактично ця битва складалася з двох боїв на одній і тій ж місцевості: 19 вересня генерал Бургойн здобув незначну перемогу у битві при Фріменс-Фарм, проте наступна атака, знана як битва під Беміс-Гайтсом 7 жовтня 1777 року, виявилася невдалою і американці захопили частину британських укріплень. Бургойн почав відступати, що призвело до оточення під Саратогою та капітуляції британської армії 17 жовтня. Ця перемога дала привід Франції вступити у війну на боці Штатів.

## Передумови битви

### Початок американської війни за незалежність. Події 1775—1776рр.
19 квітня 1775 року відбулася битва при Лексінгтоні і Конкорді, яка стала першим військовим зіткненням між британськими солдатами та північноамериканськими колоністами у війні за незалежність США. Цією битвою розпочалася Бостонська кампанія, перша під час цього протистояння. Американські ополченці оточили Бостон та розпочали його облогу. Найголовнішою подією цієї операції стала битва біля Банкер-Гілл, яка відбулася 17 червня 1775 року. За кількістю жертв вона стала одним з найкровопролитніших епізодів всієї війни. Пройшли також численні сутички як поряд з Бостоном, так і в прибережних районах. У липні 1775 року командувачем ополчення був призначений Джордж Вашингтон, який перетворив його у більш-менш боєздатну армію. Після шести з половиною місяців Бостон був захоплений колоністами. Після цього відбулося вторгнення американської Північної армії на чолі з Річардом Монтгомері та Бенедиктом Арнольдом в Канаду, яке завершилося поразкою.
З огляду на насичений 1775 рік, 1776 рік не приніс суттєвих змін у хід британо-американського протистояння на території новопроголошених США. Після поразки при Квебеці американська армія намагалася утримувати більшу частину Канади, що поки що їй вдавалося. Активно розгорнулась боротьба між суперниками і на морі. Американські капери почали здійснювати напади на конвої, котрі здійснювали постачання британської армії. На додачу до цих подій британці здійснили невдалий та погано спланований напад на Чарлстон, що ще більше ускладнило позиції британців у Північній Америці.
Здавалося, що війна затягується і може перерости у довготривалий кривавий конфлікт, що було небажаним сценарієм для британського уряду, оскільки це означало нові фінансові та людські затрати. Аби не допустити затяжної війни в Америці, влада вирішила негайно розпочати британські наступи з метою захопити стратегічні плацдарми для подальшого вторгнення. Як наслідок, у другій половині 1776 року активізовуються бойові дії з боку британських військ, яким, при підтримці присланих з Європи додаткових британських та німецьких контингентів, вдається витіснити Північну армію з Канади. Перебої з постачанням та рання зима унеможливили розвиток британського наступу, у разі якого існувала можливість повернення таких важливих стратегічних пунктів як Краун-Пойнт та форт Тікондерога. Тим часом дві інші британські армії, при підтримці воєнно-морського флоту, змогли витіснити головну американську армію з Лонг-Айленда, Манхеттена та Нью-Джерсі перш, ніж розквартируватися з огляду на настання холодів. Рання зима дозволила американцям зібрати всі свої наявні сили та атакувати ізольовані британські бригади у Трентоні та Принстоні і цим самим підняти бойовий дух серед своїх змучених солдатів, що позитивно відобразилося надалі у майбутньому.

### Реакція Європи

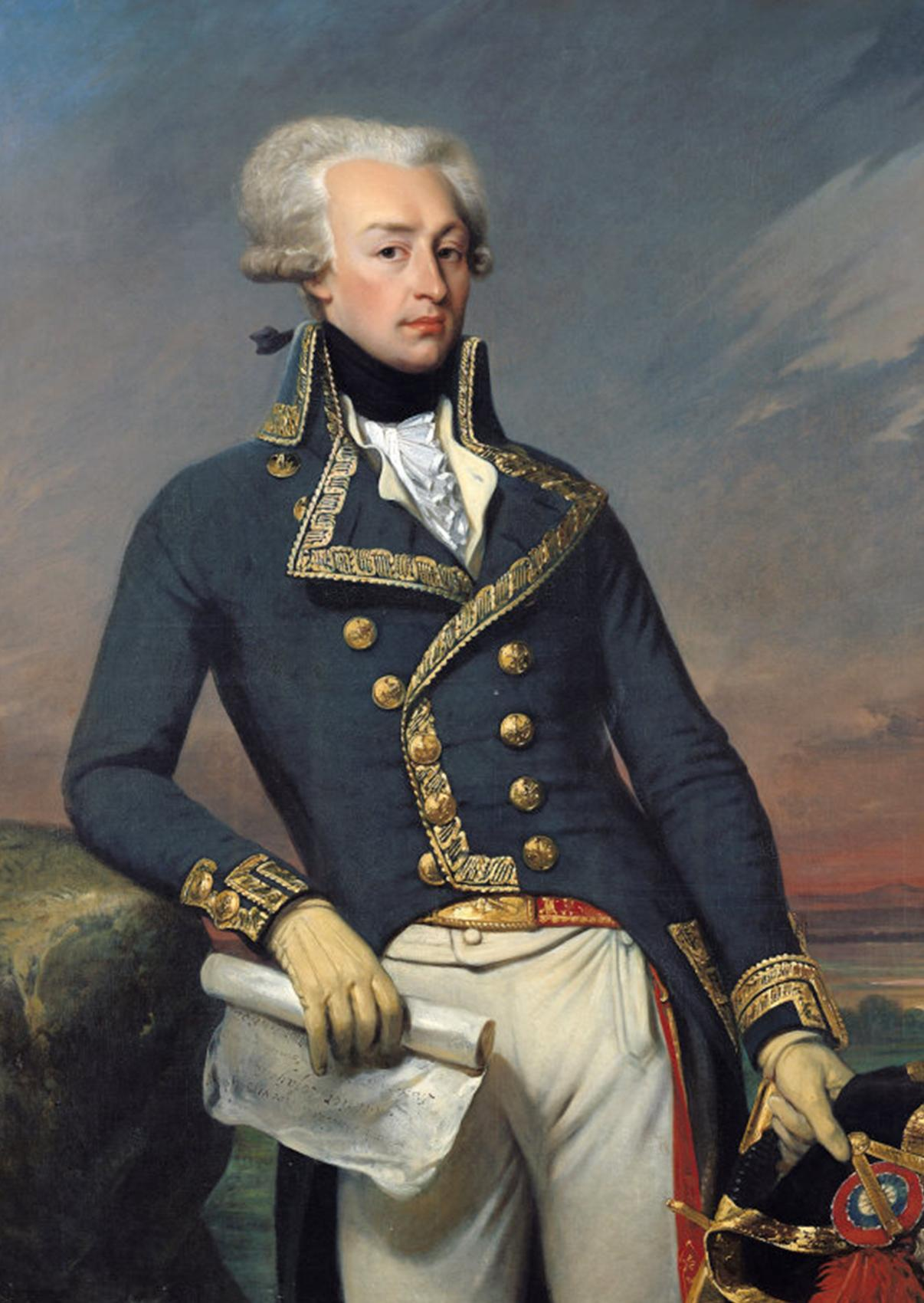
Маркіз Марі Жозеф де Лафаєт

Початок боротьби північноамериканських колоній проти британського панування та неочікувані перемоги американської армії, яка складалася переважно з фермерів та ополчення, викликали жвавий інтерес у європейському суспільстві, зокрема у владних колах. Особливе значення ці події мали переважно для Франції та Іспанії, котрі прагнули взяти реванш за ганебну поразку у Семирічній війні та відновити баланс на європейській міжнародній арені. Тепер ці держави вирішили, що настав час для помсти Великій Британії, проте оголошувати війну станом на той момент було невигідно, оскільки ситуація у Північній Америці залишалася відносно незрозумілою. Натомість ці держави почали відправляти повстанцям через Атлантику конвої зі зброєю та боєприпасами; окрім того, до Америки полинули хвилі європейських волонтерів, котрі прагнули допомогти американцям у їхній боротьбі за свободу, ці діячі зіграли важливу роль надалі розвитку подій, серед них можна виокремити таких знаменитостей, як маркіз Лафайєт, Тадеуш Косцюшко, Вільгельм Штейбен. Інтерес до американського питання виявляли також такі могутні європейські монархи, як король Пруссії Фрідріх Великий та російська імператриця Катерина ІІ, котрі офіційно зберігали нейтралітет, проте насправді були вороже настроєні щодо Великої Британії.
Британці розуміли, що напруженість у відносинах з європейськими державами може призвести до нового військового конфлікту, у якій Британія, найімовірніше, зазнає поразки, а затягування британо-американської війни може лише посилити антибританські настрої у Європі, до того ж неспроможність британського уряду розібратися у своїх американських справах може здатися ознакою слабкості Великої Британії. Всі ці обставини вимагали від британців завдати рішучого удару, аби повернути контроль над колоніями та одночасно продемонструвати Європі свою військову міць.

### Плани британського командування. Військова ситуація станом на початок 1777 року

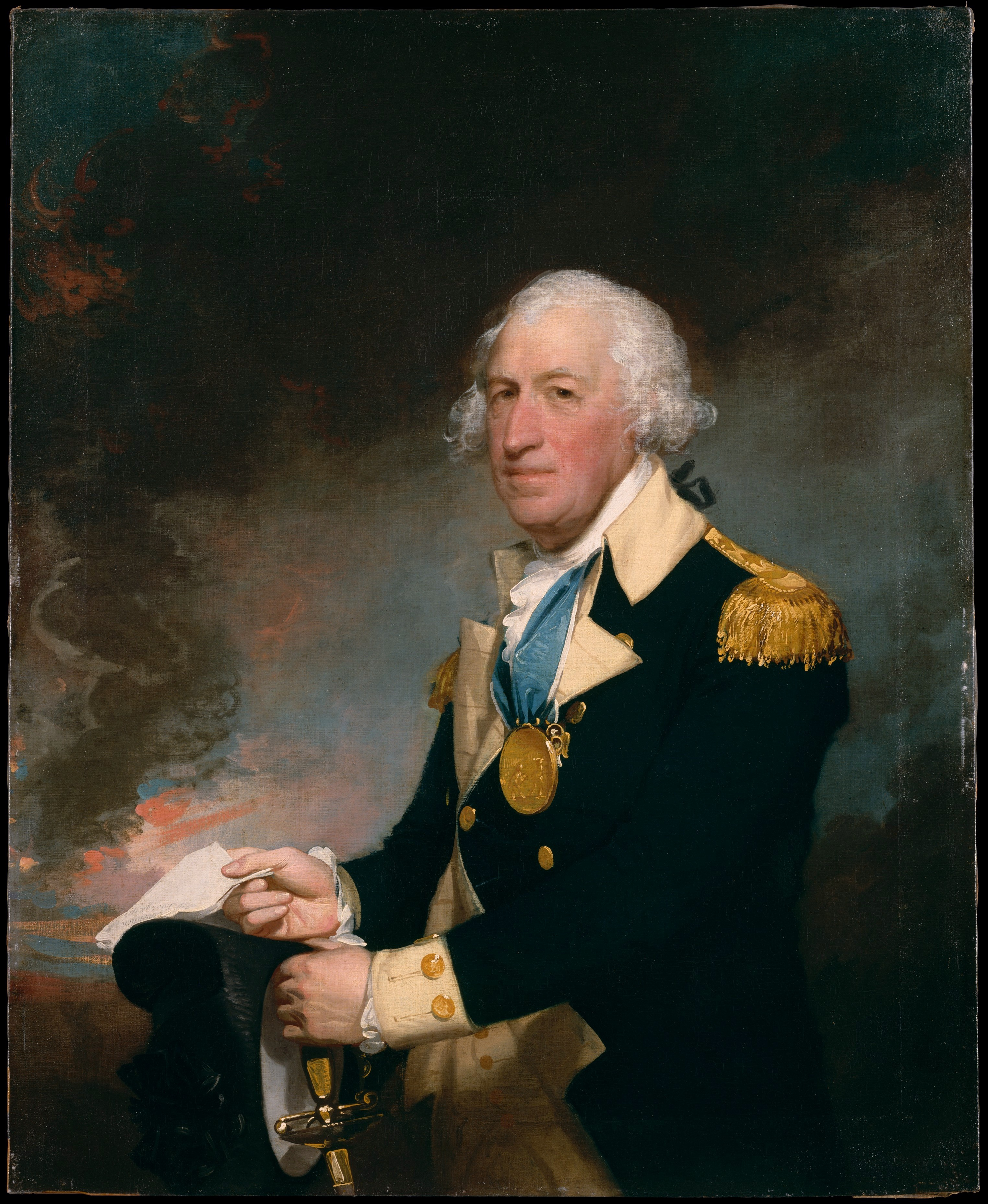
Портрет Гораціо Гейтса (художник — Гілберт Стюарт)

Восени 1776 року бойові дії на деякий час припинилися у зв'язку з погіршенням погодних умов та приходом холодів, натомість командири військових формувань використали цей час для розробки стратегічних планів на майбутнє. Британці були у кращому становищі, оскільки вони мали у наявності дві укомплектовані та перевірені в боях армії: перша на чолі з Гаєм Карлтоном, котра відбила у 1775 році американський наступ в Канаді, та друга на чолі з головнокомандувачем британськими військами у Північній Америці Вільямом Гау, котра змусила американців покинути у 1776 році Нью-Йорк. Станом на той час у британській армії існувало два варіанти стратегічного плану на 1777 рік, авторами яких були Вільям Гау та Джон Бергойн. План Гау, описаний у січні 1777 року в листі міністру американських колоній лорду Джорджу Жермену, передбачав наступ на Філадельфію, де перебував Континентальний конгрес, в надії знищити залишки Континентальної армії, захопити Конгрес і таким чином завершити війну. Автором другого плану, як і згадувалося раніше, був генерал-майор Джон Бургойн, котрий отримав популярність після кількох хоробрих та стрімких рейдів під час останньої війни в Португалії, за тактовну поведінку з солдатами він отримав прізвище «Джентльмен Джонні». Його план, схвальний урядом, передбачав наступ з півночі вниз за течією Гудзона, з метою розсікти колонії надвоє. Відповідно від генерала Гау очікувалося сприяння армії Бургойна. Таким чином, у велику стратегію в Північній Америці був внесений фатальний розкол, оскільки насправді у Гау не було ані сил, ані часу переслідувати обидві мети в той час, як поблизу почали активізовуватись сили Вашингтона.
Джордж Вашингтон, при розгляданні варіантів можливого наступу британських військ, прийшов до висновку, що британці не зможуть провести операцію по ізоляції Нової Англії і що ще більше, завдати удару на південь з Канади. У будь-якому випадку командуювач Континентальною армією був впевнений, що гарнізон форту Тікондерога зможе зупинити будь-який наступ. Діаметрально протилежної думки дотримувались генерал-майор Філіпп Шуйлер, під командуванням якого була американська Північна армія, та його замісник генерал-майор Гораціо Гейтс, котрі задля перевірки особисто відвідали форт Тікондерога, де остаточно переконалися у неспроможності форту витримати серйозну британську атаку. Проте навіть це не змогло переконати Вашингтона поміняти свої плани, про що свідчить той факт, що він відмовився відправити на допомогу Північній армії 12 000 солдат задля захисту озера Шамплейн та долини Мохок, заявивши, що висоти Гудзону зможуть захистити Олбані у разі наступу з боку Нью-Йорка. На додачу до всього, складні географічно-кліматичні умови, що були притаманні тому регіоні, зокрема важка прохідність в результаті існування величезних лісових масивів та відсутність шляхів, а також суворі погодні умови, ще раз переконували Джорджа Вашингтона у правильності своїх думок.

## Армії сторін

### Британська армія
| №   | Командир | Загальна характеристика |
| --- | -------- | --- |
| І   |          | На початку 1777 року генерал Клінтон оскаржував рішення про призначення Бургойна командувачем нової кампанії, оскільки він сам претендував на цю роль. В знак протесту Клінтон подав заяву щодо своєї відставки, яка не була прийнята королем, натомість монарх відправив його на службу в Нью-Йорк як замісника Вільяма Вау. По прибутті він був вкрай здивований, що йому доведеться пробути на одному місці замість того, аби підтримати наступ Бургойна. Його армія налічувала близько 7000 чоловік, яка переважно складалася з британських регулярних військ, зокрема ветеранів кампаній у Нью-Йорку та Нью-Джерсі та п'яти лоялістських частин, що було характерною особливістю цієї армії серед інших. Окрім цих військ у його армії перебували й гессенські частини, зокрема гренадерський мушкетерний полк фон Трумбаха, котрий брав участь у кампанії 1776 року. |
| ІІ  |          | Війська, що перебували під командуванням Бургойна, оцінювались по-різному: від «елітних та добре укомплектованих» до «змішаного контингенту». Із його 9500 солдат 4000 становила британська піхота під командуванням генерал-майора Вільяма Філліпса. Шість з семи його полків — і три других, які виставили флангові роти, — прибули в Канаду влітку попереднього року, і лише 47-й піхотний полк брав участь у воєнних діях, починаючи з 1762 р. З них всіх лише передовий корпус Саймона Фрейзера був найбільш навченим та досвідченим, дві легкі роти (21-ша та 29-та) пройшли підготовку у відповідності з новою тактикою Гау у 1774 р., а ще три (9-та, 20-та і 34-та) проходили те ж саме навчання пізніше в Ірландії. У армії Бургойна налічувалася чимала кількість місцевих лоялістів, які складали основу двох полків — Джона Петерса з Коннектикуту та Ебенезара Джессапа з Нью-Йорка. Розпочинаючи кампанію, командування армії розраховувало на масовий притік добровольців у разі масштабного наступу на південь, проте, як показав час, очікуваного помітного припливу лоялістів так і не відбулося. Однак, наявні лоялістські частини відмінно зарекомендували себе в бою, а їхня обізнаність у місцевому орієнтуванні дуже допомогла військам Бургойна в ході кампанії. Гессенські війська здавна отримали статус найманців, котрі надавалися гессенськими князями іншим країнам в обмін на плату та політичні поступки. Чільне місце займали ці військові формування під час війни за незалежність США, у якій взяли участь в складі британської армії у січні 1776 року в результаті домовленості з Брауншвейгом, за якою той зобов'язувався надати контингент кількістю в 4300 чоловік. З Німеччини (переважно з Гессен-Касселя, герцогства Нассау, Вальдека, графства Ансбах-Байрейат, Брауншвейгського герцогства і Ангальт-Цербстського князівства) у війні на боці Великої Британії взяли участь близько 30 тисяч чоловік, за що очільники цих держав отримали платню близько 8 млн фунтів стерлінгів. Зокрема в армії Бургойна був присутнім гессенський контингент чисельністю 3000 чоловік під командуванням Рідезеля, який складався з драгунського полку, чотирьох піхотних полків, гренадерського та легкого батальйонів. Бургойн також намагався залучити до своєї армії загони індіанців, що проживали в районі західних озер, зокрема з племен чіппева, оттавів, сіу, месквоків, соків, віннебагів, ірокезів, алгонкінів та ін.. На думку «Джентльмена Джонні», ці загони повинні були стати «очима» армії та здійснювати несподівані напади в результаті засад, проте нелюдська жорстокість індіанців, їх невміння вести регулярний бій та абсолютна неможливість забезпечити дотримання дисципліни серед дикунів зводили їхні послуги фактично до нуля, особливо при складній обстановці. Водночас, обурення, яке викликали постійні погроми та грабежі з боку індіанців, схиляли місцеве населення до активних дій проти британських військ. Окрім цього, Бургойн вирішив залучити на свій бік значну кількість канадських стрільців та «бандитів», проте їхнє вербування йшло настільки помітно, що Карлтону довелося йти на надзвичайні міри, зокрема ввести примусову повинність, проте навіть це не врятувало ситуацію, оскільки протягом кампанії серед канадських частин спостерігався надзвичайно високий рівень дезертирства. З огляду на те, що військова кампанія мала би бути масштабною, велика армія Бургойна не змогла б обійтися без послуг артилерії, а у разі облоги таких добре укріплених міст, як Олбані, Бостон, Філадельфія та ін., потреба у ній була би життєво необхідною. З цією метою в склад армії включили значний артилерійських загін, в якому було близько 130 гармат, котрі обслуговували 250 канонірів Королівської артилерії та Королівської ірландської артилерії. Проте протягом всього ходу кампанії спостерігалася катастрофічна нестача транспортних засобів, які б перевозили артилерійські установки — їх всього було близько 240 з 400. Проблема нестачі транспорту була характерною рисою армії Бургойна протягом всієї кампанії — про це свідчить той факт, що при армії існувало лише 200 фургонів, необхідних для функціонування постачання, з потрібних 500, а тому ця обставина сповільнювала рух британців. |
| ІІІ |          | Армія Сен-Ленжера складалася з регулярних частин британської армії, зокрема з 34-го полку та відбірних рот 8-го полку, гессенців (близько 80), уродженців Північної Америки: лоялістів, канадців та індіанців (зокрема ірокезів, чисельність яких складала близько 1000), рейнджерів, канадських «бандитів» — загалом бригада Сен-Ленжера налічувала близько 1600 чоловік. |

#### Артилерія

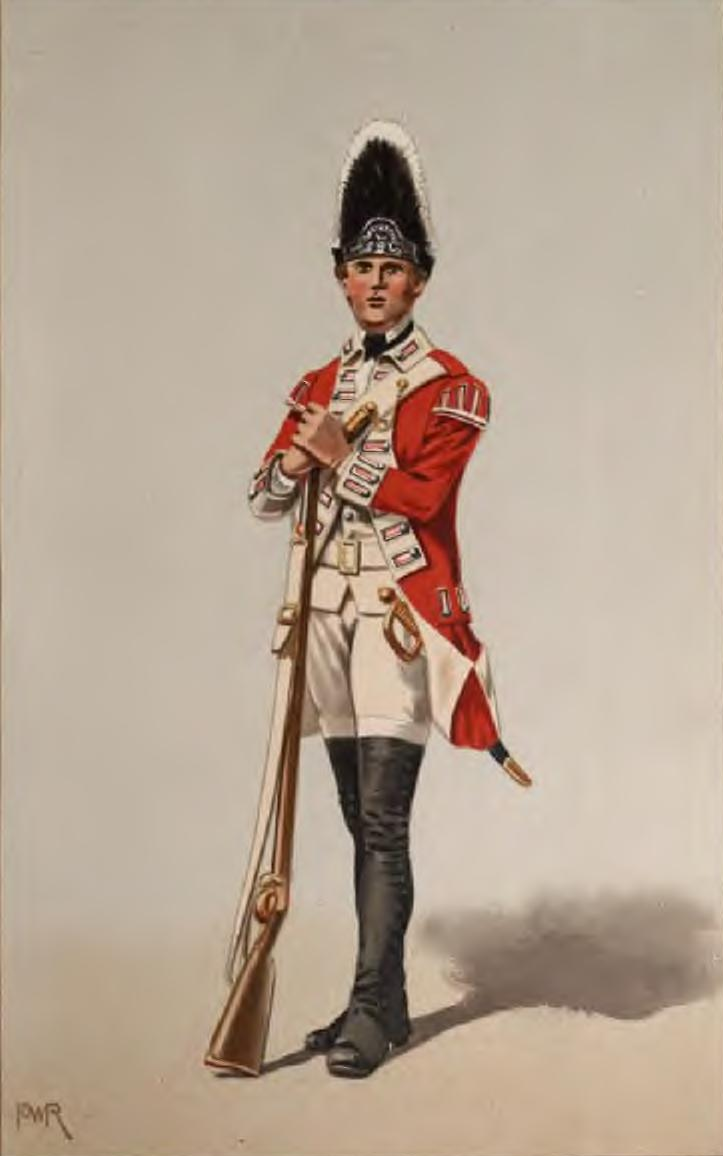
Гренадер 46-полку станом на 1776 рік

### Американська армія

#### Континентальна армія
Під час перших збройних сутичок британських військ з американськими колоністами (битви при Лексінґтоні та Конкорді в 1775 році) останні взагалі не мали ніякої армії. Спочатку кожна з 13 британських колоній мала власне ополчення, яке складалося з місцевих колоністів, призваних на неповний час для цілей місцевої самооборони. Наростання напруженості у відносинах з метрополією призвело американців до реформування ополчення, посилення тренувань ополченців було викликано прийняттям Лондоном Нестерпних законів в 1774 році. Річард Генрі Лі виступив з пропозицією організувати загальноамериканське ополчення, але така пропозиція була знехтувана Першим континентальним конгресом.
Після битв при Лексінґтоні та Конкорді тисячі ополченців з Нової Англії згрупувалися в районі Бостона для боротьби з британськими силами. 4 червня 1775 року Другий Континентальний конгрес постановив утворити Континентальну армію на базі ополченців, котрі вже знаходилися в районі Бостона. 15 червня Конгрес закритим голосуванням призначив командувачем Джорджа Вашингтона, який прийняв цю посаду без усякої грошової компенсації.

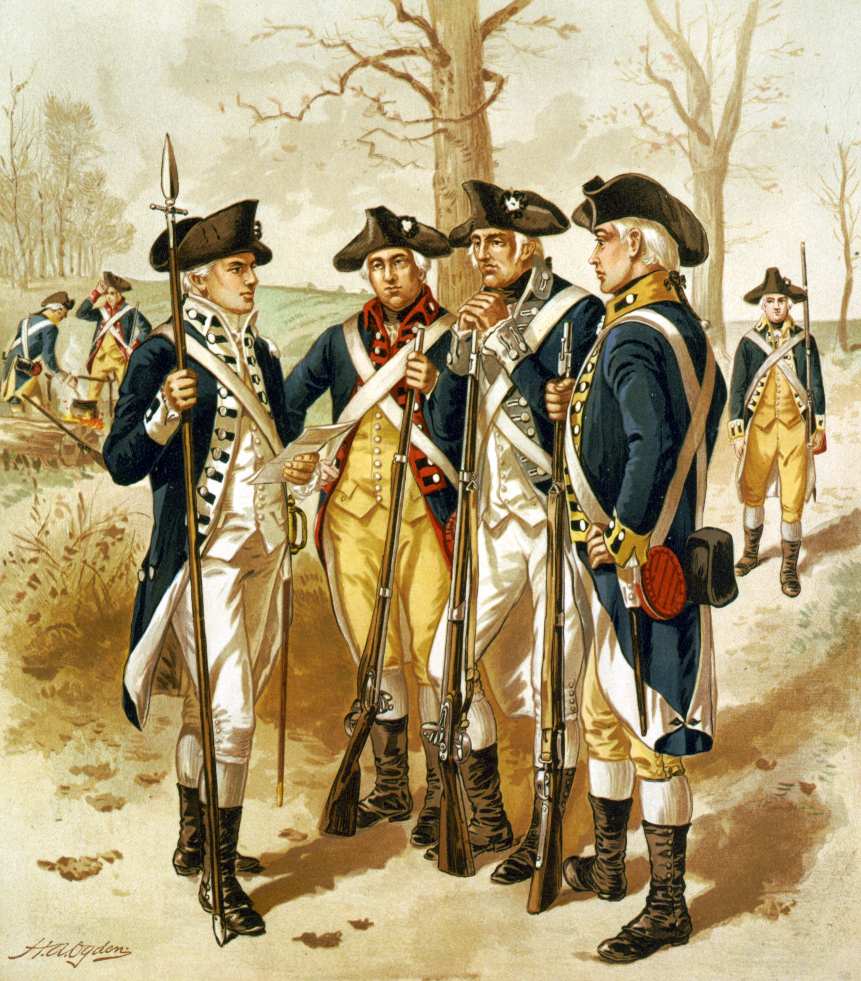
Піхота Континентальної армії

Протягом декількох днів були призначені чотири генерал-майора та вісім бригадних генералів. Континентальна армія набиралась з громадян, їх служба оплачувалася. На першому етапі терміни служби були короткими, оскільки Конгрес побоювався перетворення ополчення в постійну армію у зв'язку з тим, що у американському суспільстві існувало презирство до регулярної армії. Починаючи з зими 1776—1777 року стандартні строки були збільшені від 1 до 3 років, оскільки переконати вже досвідчених та загартованих в боях контрактників було дуже важко. Загальна чисельність Континентальної армії ніколи не перевищувала 17 тис. осіб.
У 1775 році Джордж Вашингтон організував три дивізії Континентальної армії, крім того, десять полків під командуванням генерал-майора Філіпа Шуйлера здійснили невдале вторгнення в Канаду. 1777 року Континентальній армії довелося зіткнутися зі значними силами британців. Загалом, відтепер у складі Континентальної армії перебувало 88 піхотних полків, три артилерійських, чотири кавалерійських полки, а також 22 допоміжні резервні піхотні полки. Терміни служби були збільшені до трьох років, або «до закінчення війни».
Джордж Вашингтон вибрав спочатку тактику Фабіана, відомого давньоримського стратега. Він став використовувати тактику постійного вимотування противника, наносячи йому несподівані і стрімкі удари по найменш захищених місцях, і тут же зникаючи зі своїми військами.
У 1776 році терміни служби багатьох солдатів вже минули, і почалася реорганізація війська, внаслідок якої відбулися дві суттєві зміни у структурі американської армії, зокрема відтепер бригади стали основною тактичною одиницею, а також був створений корпус «легкої піхоти», призначений для далекого стрілецького бою. Головною метою новоствореного формування було порушення строю ворожої піхоти та знищення супротивника. У ближньому бою, через відсутність того ж строю, ці солдати не могли битися ані з ворожою кіннотою, ані з сильними піхотними частинами. Окрім цього вони ще грали роль розвідників та були своєрідними «очима» армії, а тому легкі піхотинці зазвичай йшли в авангарді, як це було притаманно частинам 11-го Вірджинського стрілецького полку полковника Даніеля Моргана. Солдати цієї частини були озброєні гвинтівкою, далекобійнішою зброєю, ніж мушкет, з нарізкою в дулі, що стріляє на відстань до трьохсот ярдів. Вірджинські стрільці використовували цю зброю з великим успіхом по тактиці, створеній самим Морганом. Згідно неї, він наказував своїм солдатам «не тратити свої заряди на те, аби убити найманців, котрі б'ються за шість пенсів в день, приберегти їх для офіцерів», чого раніше ніде не зустрілося і негативно впливало на бойовий дух британських солдат. Беззахисність перед атаками кавалерії була головним чинником, що обмежула кількість легкої піхоти в формуваннях збройних сил новостворених США.
Активну роль у функціонуванні американської армії брали і ополченські частини, зокрема в складі Північної армії Гейтса були загони ополченців з Нью-Гемпшира, Вермонта, Нью-Йорка, Коннектикута та Массачусетса. Дуже часто ополченці заміняли в строю вбитих «континенталів», як це відбулося з усіма бригадами Північної армії. Обізнаність ополченців у локальній місцевості надзвичайно допомогла Гейтсу та його офіцерам під час кампанії.

## Наступ Бургойна
Бургойн повернувся в Квебек 6 травня 1777 року з листом від лорда Жермена, в якому описувався план кампанії, проте в ньому були відсутні деякі важливі для британського керівництва у Північній Америці деталі, що викликало ще один внутрішній конфлікт між командуванням, котрий заважав британцям протягом всієї війни. Проте, не дивлячись на це, у листі був чіткий наказ: губернатору Квебека генерал-майору Гаю Карлтону утримувати Канаду силами 3700 солдат, Бургойну з 10 000 солдатами спуститися до озера Шамплейн по річці Рішельє, а Сен-Ленжеру рухатися в Олбані і там дочікуватись підкріплення Гау. Ображений через те, що йому не довірили командування у даній кампанії, Карлтон відмовився виконувати наказ. На додачу до цього, відмова губернатора Квебека відправити надати війська гарнізонам захоплених Краун-Пойнта та форта Тікондерога стали приводом до його відставки наприкінці 1777 року.
13 червня 1777 року Бургойн та Карлтон здійснили огляд воєнних сил у Сент-Джоні поблизу річки Рішельє. У наявності британців було 9 кораблів, з них п'ятеро були побудовані минулого року, шостий був добудований у 1777 році, а інші три були захоплені після бою поблизу острова Валькур. Ці судна забезпечили наявність певного транспорту, а також воєнне прикриття для великого парку транспортних кораблів, котрі вели постачання армії Бургойна надалі. Того ж числа, флот виступив у похід, а вже 20 червня «Джентльмен Джонні» випустив відозву до місцевого закликаючи долучитися до його армії, або ж бути нейтральними, та застерігав, що у разі невиконання цього йому доведеться надати свободу дій індіанцям.

### Форт Тікондерога

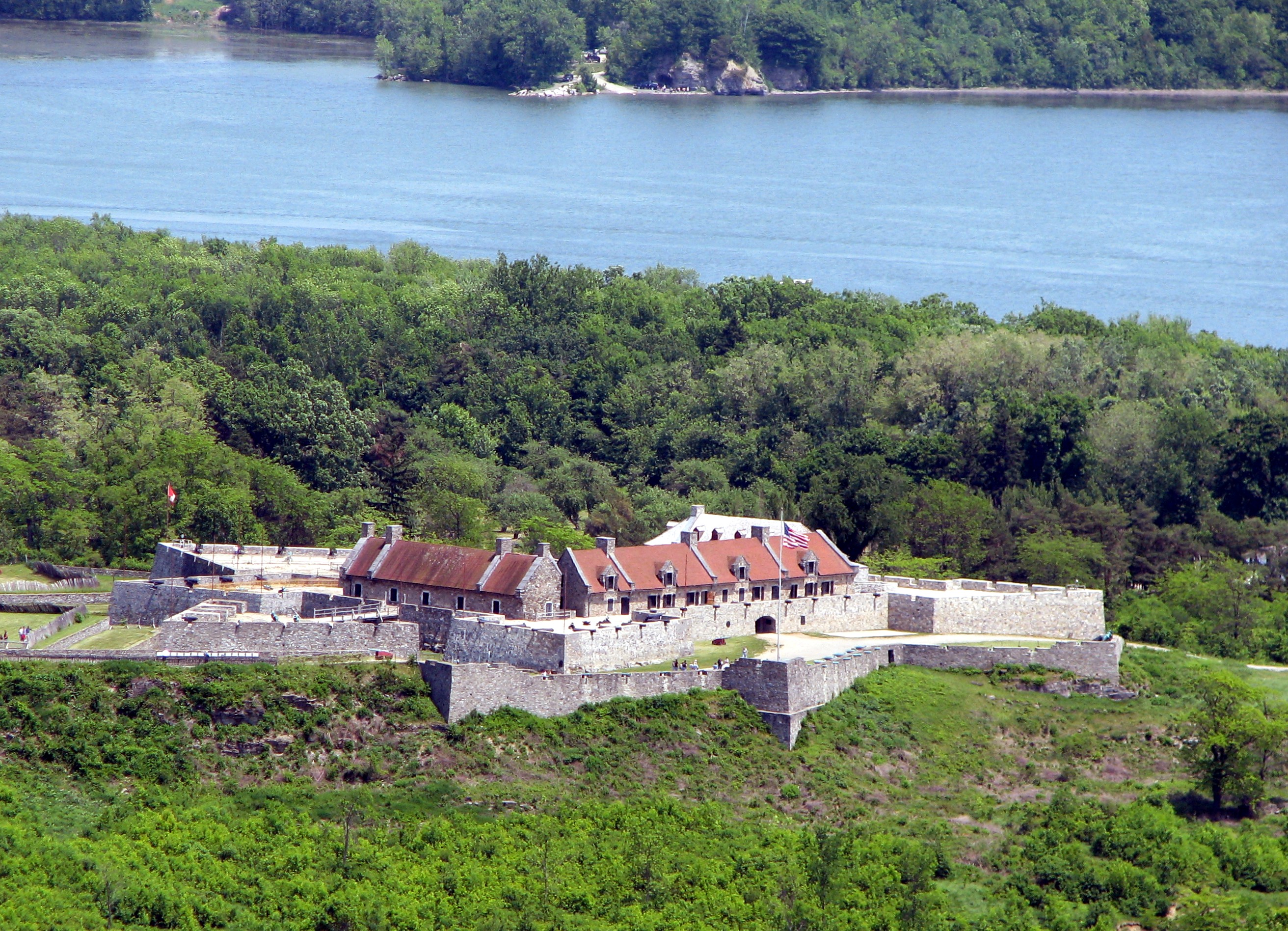
Форт Тікондерога

25 червня британський Передовий корпус зайняли незахищений Краун-Пойнт, форт, який американці побудували на північній окраїні невеликої затоки, розташованої між озерами Джордж та Шамплейн. На наступний день сюди почали прибувати головні війська. 31 червня війська Бургойна вирушили далі вниз по озеру та розташували табір у Три-Миль-Пойнт. Серйознішим завданням, ніж захоплення Краун-Пойнта, було взяття форту Тікондерога, розташованого приблизно за 20 км на південь від Краун-Пойнта, який контролював прохід між озерами та здавався ключовим пунктом у маршруті, яким повинна була пройти армія британців. У 1758 р, під час британо-французької війни (в рамках Семирічної війни 1756—1763 рр.), британці намагалися захопити його, проте змушені були відійти з великими втратами. Бургойн врахував досвід своїх попередників і, на відміну від них, вирішив діяти більш вміло.

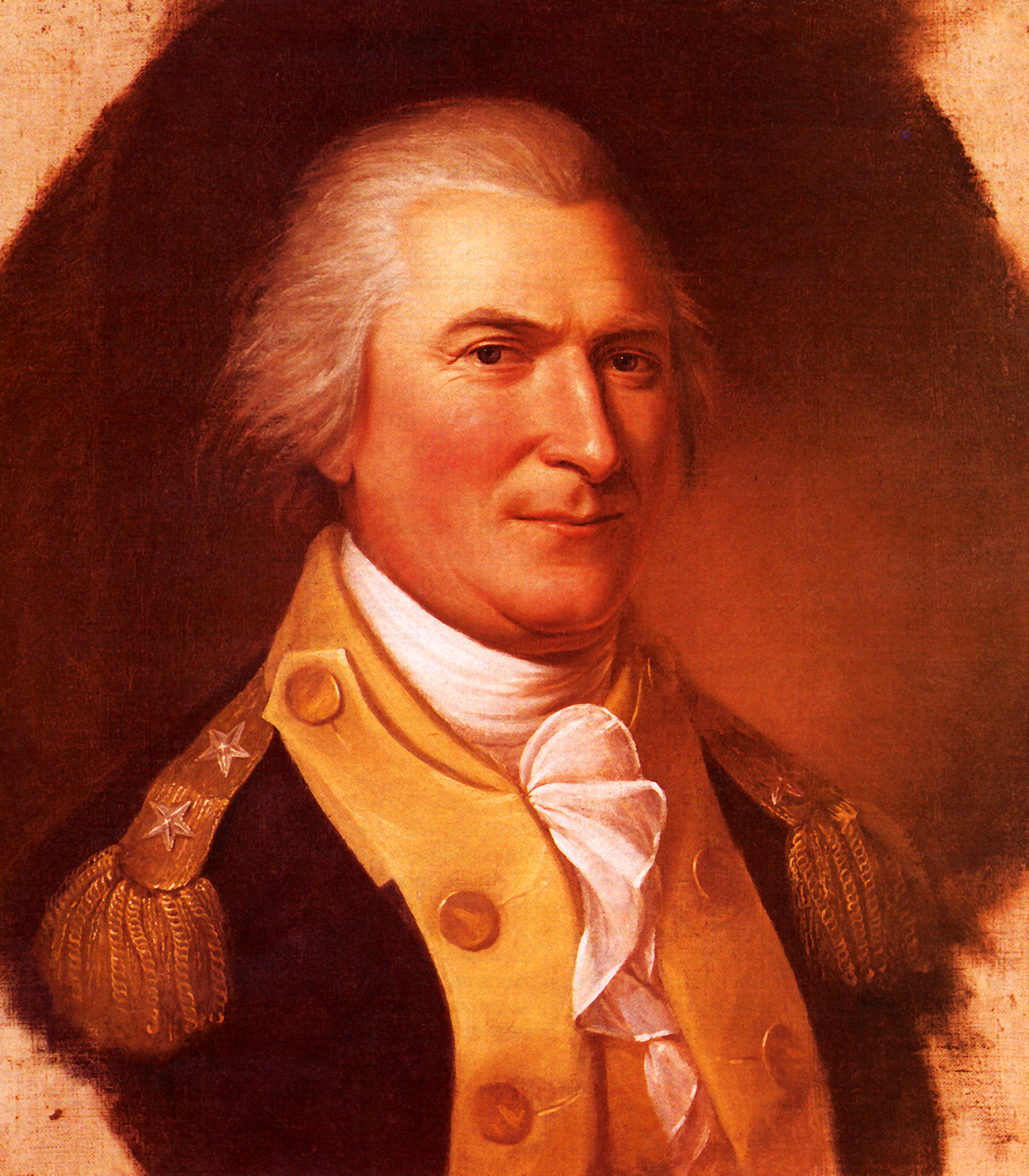
Артур Сент-Клер (робота Карла Вілсона Пілта)

Американський генерал Артур Сент-Клер, сили якого, чисельністю у 3000 солдат та загонів міліції, були розташовані у форті Тікондерога, не мав навіть найменшої уяви про сили супротивника, яка було розташована неподалік, відстанню майже в 6.4 км. Водночас Сент-Клер отримав наказ від Шуйлера утримувати форт якомога довше. 2 липня війська Бургойна зайняли панівні висоти над фортом та майже оточили його, що рухи пришвидшило відхід з Тікондероги сил Континентальної армії разом з генералом Артура Сент-Клера. При цьому була стрілянина та деякі втрати, але про формальну облогу або битву речі не йшло,. Війська Бургойна зайняли 6 липня форт Тікондерога та Форт Незалежності без опору, разом з тим британські передові загони почали переслідування відступаючих американців. Здача Тікондероги викликала бурю обурення в американському суспільстві та у військових колах, оскільки серед них побутувала думка про важливість та майже неприступність Тікондероги. Генерал Сент-Клер та його командир, генерал Філіпп Шуйлер піддалися суворій критиці Конгресу. Обох в кінцевому рахунку реабілітували у військових судах, проте їхня кар'єра після цього сильно постраждала. Шуйлер був відсторонений Гораціо Гейтсом від командування під час військового суду, а Сент-Клер до кінця війни командував не більше ніж польовими підрозділами.

### Битви поблизу Габбардтона та Форту-Едуарда. Просування британських військ до Саратоги

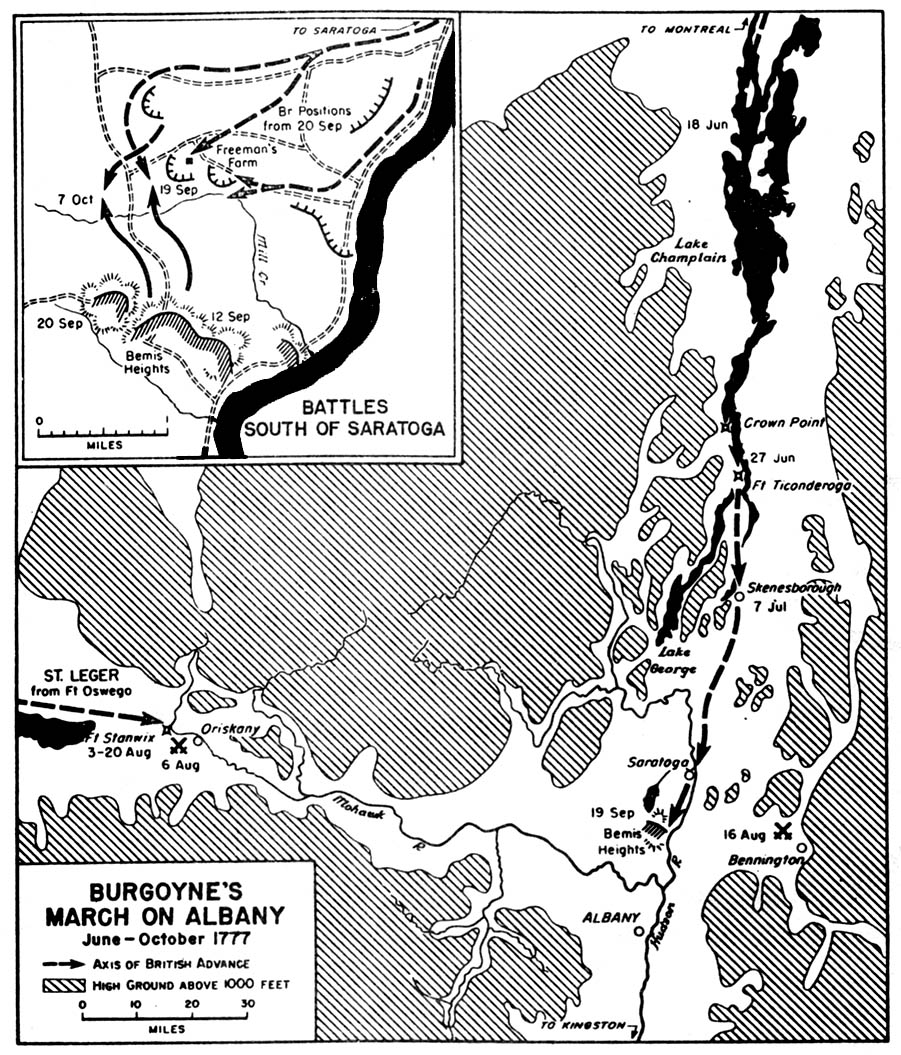
Наступ Бургойна в червні-серпні 1777 року

Втрати британських військ у боях поблизу форту Тікондерога були незначними. Їхня армія продовжувала просуватися вздовж озера Джордж в південному напрямку, на Скінборо. Американці повільно відступали по складній місцевості, через затоплені і заболочені ділянки, лісові завали та інші перешкоди. Тим часом Передовий корпус на чолі з Саймоном Фрайзером намагався наздогнати їх, до нього приєднався генерал-майор Рідезель із загоном Бреймана. Сент-Клер 6 червня добрався до Габбардтона, де вирішив відправити більшу частину своїх військ у Каслтон, а іншу на чолі з полковником Сетом Ворнером залишив, аби зустріти ар'єргард Френсіса і потім разон з ним приєднатися до основних сил. Зустрівши Френсіса, Ворнер вирішив залишитися на ночівлю, проте індіанські розвідники, знайшовши їхнє місцерозташування, доповіли про це Фрейзеру, котрий вирішив напасти на них зненацька. Американці швидко усвідомили свою ситуацію і злагоджено організували оборону та невдалий обхідний маневр. Остаточну роль зіграв Рідезель, який вчасно підійшов на допомогу британцям та прорвав центр американської оборони.
Протягом 10 днів Бургойн захопив форт Тікондерога, 200 кораблів, 100 гармат та величезну кількість боєприпасів, відтіснивши супротивника до Форт-Едуарда. Поблизу цієї фортеці перебували й сили Фрейзера та Рідезеля, а тому об'єднання цих сил могло становити величезну небезпеку для об'єднаних сил Сент-Клера та Шуйлера, у зв'язку з чим вони 29 червня покинули Форт-Едуард.
30 липня війська Бургойна вийшли до лівого берега Гудзону. Далі їм довелося рухатися по складній місцевості, піддаючись нападам противника із засідок, проте армія зберегла відмінний порядок та високий моральний дух. Здавалося, що найважча частина походу була вже позаду. Адже вони вийшли на берег річки, по якій надалі повинно було здійснюватися взаємодія з британською армією на півдні. Те, що відчували солдати і весь британський народ в той час, можна простежити з висловлювань письменника того часу. У «Щорічному щоденнику» за 1777 рік Едмунд Берк (1729—1797) пише:

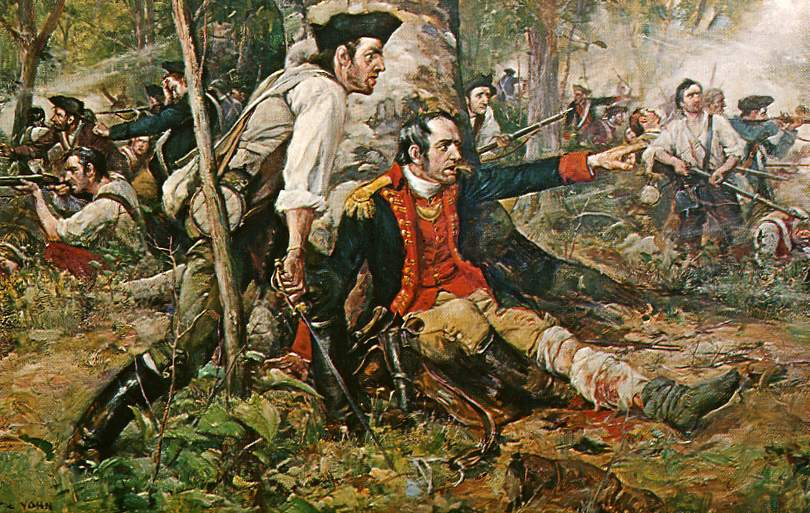
Геркімер у битві при Оріскамі

Варто згадати і про генерала Сент-Ленжера, який по відплитті Бургойна на чолі загону чисельністю 1 тис. осіб з легкими польовими гарматами вирушив в обхід озера Онтаріо з метою відбити у американців Форт-Стенвікс, після чого загін Сент-Ленжера повинен був зробити марш вздовж річки Мохок до її злиття з Гудзоном в районі Саратоги та Олбані на з'єднання з армією Бургойна. Взявши в облогу Форт-Стенвікс, Сент-Ленжер змушений був відступити внаслідок вилазки американців, відомої, як битва під Оріскейном, і таким чином завершити свою частину Саратозької кампанії.

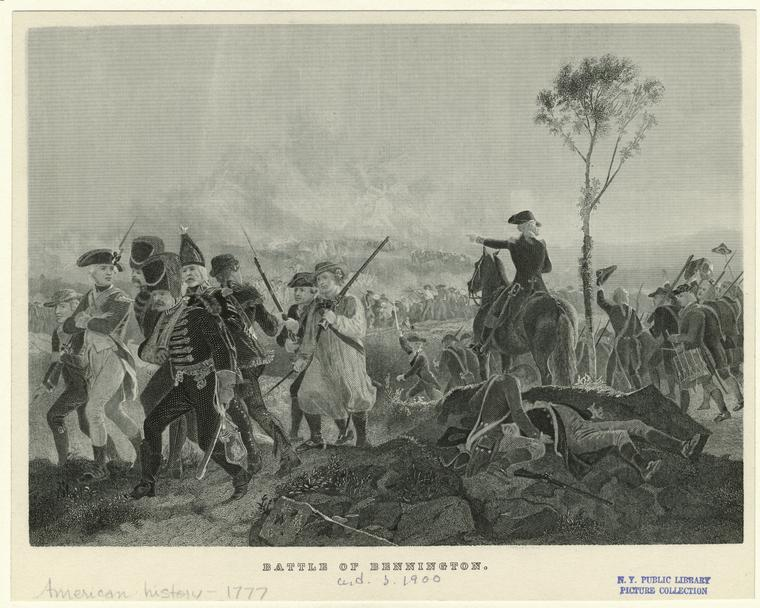
Битва при Беннінґтоні (1900)

На додачу до цього, Бургойн втратив ще й 15 % власного особового складу внаслідок поразки у битві під Беннінґтоном. Справа в тому, що він особисто відправив сильний загін німецьких солдатів під командуванням полковника Баума на пошуки провізії, в якій британські війська дуже потребували, проте його атакували колоністи, які після кількох атак розгромили гессенські частини армії Бургойна, внаслідок чого ті почали тікати в ліс, покинувши на полі бою смертельно пораненого командира. Після цього американці атакували ще один загін у складі п'ятисот чоловік гренадер та легкої піхоти під командуванням підполковника Бреймана, котрий йшов на допомогу Бауму, проте після тривалої оборони британці були змушені відійти до головних сил. Втрати британців у двох останніх боях становили понад шістсот чоловік.

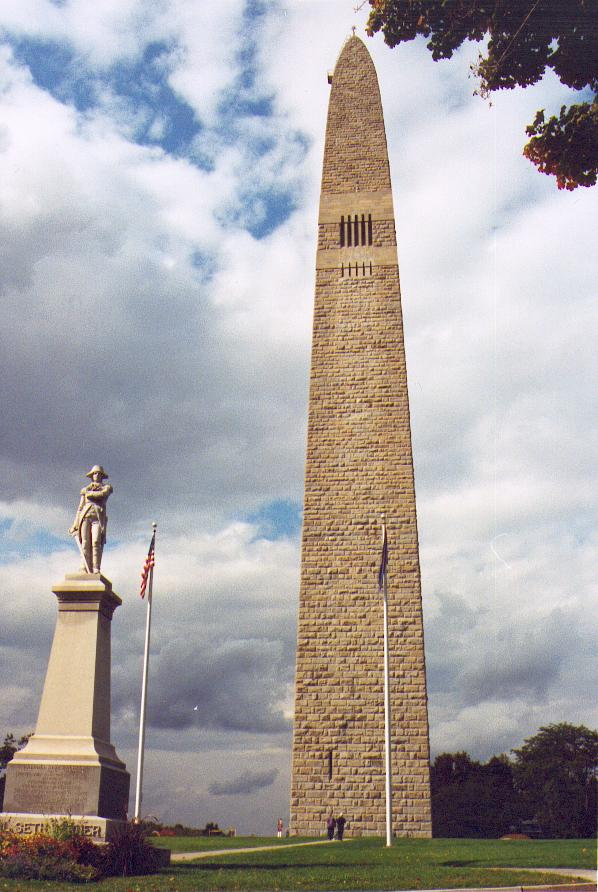
Меморіал на місці бою під Беннінґтоном

## Перша битва під Саратогою (Фріменс-Фарм)
Перейшовши Гудзон, Бургойн почав обережно рухатися на південь. Після відходу індіанців йому бракувало розвідників і він погано уявляв собі становище противника. 18 вересня авангард його армії досяг позиції північніше Саратоги, приблизно в 6,4 кілометрах від американської оборонної лінії. Протягом цього часу відбулося кілька перестрілок між американськими роз'їздами та британськими частинами.
Гейтс доручив генералу Арнольду управління лівим флангом, а сам очолив правий.
О 10:00 Бургойн наказав армії виступати трьома колонами. Барон Рідезель вів ліву колону, що складалася з німецьких контингентів та 47-го Ланкаширського полку. Вони йшли вздовж річки, при них була вся артилерія та обози. Генерал Джеймс Гамільтон вів центральну колону, що складалася з 9-го, 20-го, 21-го та 62-го полків, а генерал Саймон Фрезер вів праву колону, до складу якої входили 24-й полк, загони легкої піхоти та гренадерські роти. Йому належало обійти американський лівий фланг.
Генерал Арнольд розумів, що фланговий маневр є досить ймовірним, а тому запросив у Гейтса дозволу висунути свої сили вперед, де американці, досвідчені у веденні боїв у лісі, мали б перевагу. Гораціо Гейтс, котрий завжди віддавав перевагу сидіти на місці та чекати фронтальних атак, все ж таки дозволив провести розвідку боєм. Це завдання доручили легкій піхоті Даніеля Моргана та Генрі Дірборна. Коли люди Моргана вийшли на відкрите поле, яке належало лоялістам Джона Фрімана, вони виявили там наступаючі частини британців: це були роти з колони Гамільтона. Колона Фрейзера рухалася повільно, а тому ще не дійшла до поля бою.

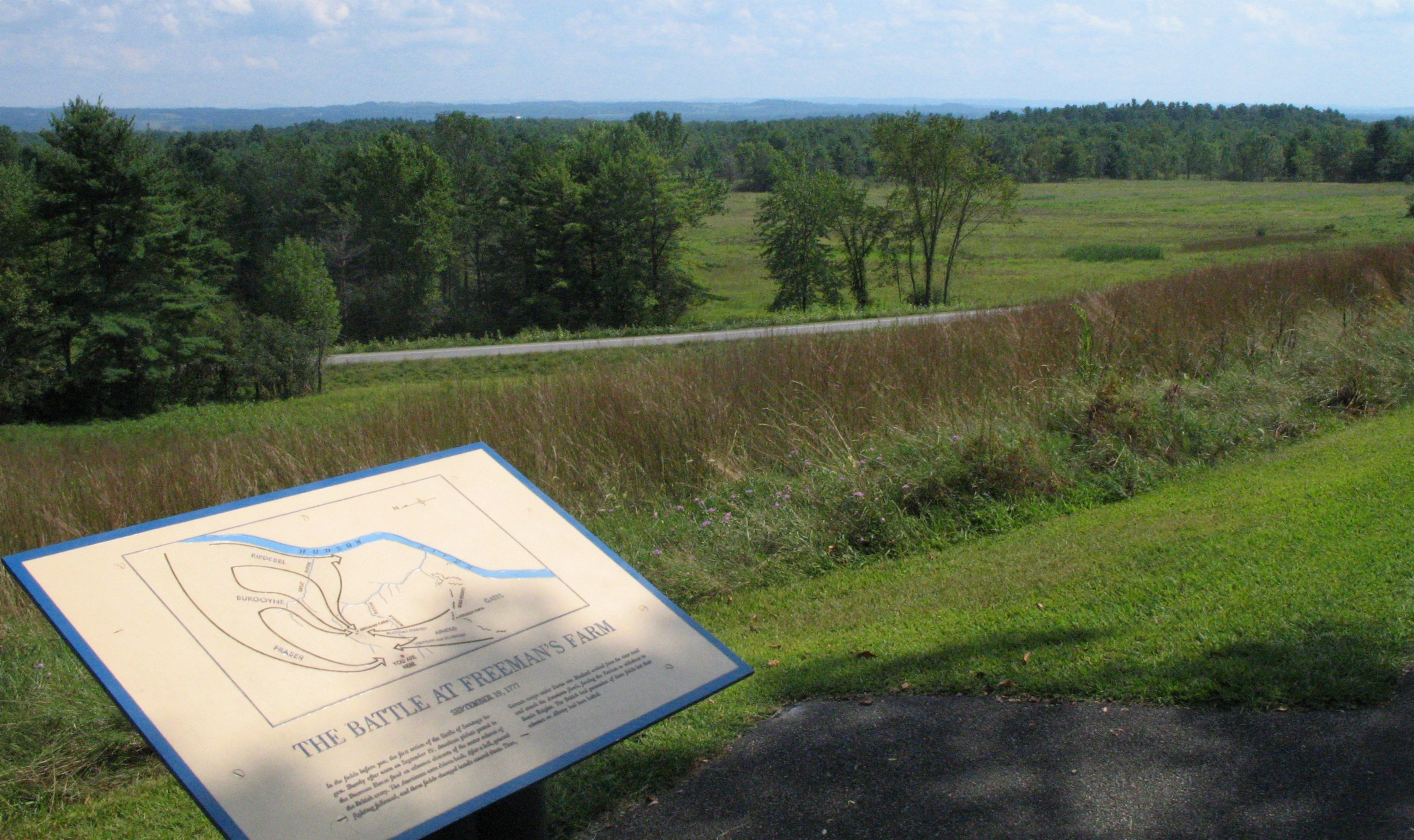
Сучасна територія Фріменс-Фарм

Люди Моргана ретельно прицілилися та вибили майже всіх офіцерів в колоні противника, потім атакували, навіть не підозрюючи, що мають справу з усією армією Бургойна. Коли вони змусили втікати передову роту, у фланг їм вийшли передові роти колони Фрейзера та загнали американців назад у ліс. Джеймс Уілкінсон повернувся в американський табір за підкріпленнями. У цей час передові загони британців відійшли до основної колони але та помилково відкрила вогонь, убивши кілька своїх солдатів.
Близько години дня в битві повисла пауза. Загін Гамільтона почав будуватися в бойові порядки на північному краю поля, а з півдня потроху прибували додаткові сили американців. Дізнавшись про проблеми Моргана, Гейтс відправив йому на допомогу два полки — 1-й і 3-й ньюгемпширські. Слідом за ними були послані ще полки з бригади Еноха Поора: 2-й нью-йоркський, 4-й нью-йоркський і 1-й канадський з Коннектикутського ополчення.
Бургойн вишукував людей Гамільтона, розмістивши праворуч 21-й полк, ліворуч 20-й, 62-й по центру, а 9-й залишив у резерві. Після цього бій розбився на декілька фаз, де перестрілки чергувалися з паузами. Люди Моргана перегрупувалися в лісі та почали поступово відстрілювати офіцерів і артилеристів. Вони робили це так ефективно, що кілька разів американцям вдавалося захопити британські гармати — але у всякий раз британці кидалися в контратаку та відбивали свою артилерію. У якийсь момент рознеслася чутка про те, що снайпер убив самого Бургойна, хоча насправді загинув лише його ад'ютант. Однак, центр британської лінії здригнувся, і лише прибуття генерала Філіпса з 20-м полком врятувало становище.
Останнього удару все ж завдали британці. Близько 15:00 Рідезель відправив до Бургойна гінця за інструкціями. Той повернувся через дві години з наказом охороняти обози, проте одночасно послати загін проти американського правого флангу. Рідезель залишив 500 чоловік для охорони обозів, а сам з рештою колони рушив вперед. Дві його роти відкрили вогонь по американському правому флангу, а в цей час Фрейзер атакував лівий фланг. Арнольд запросив підкріплень, і Гейтс передав йому бригаду Ебенезера Лернеда. На щастя для американців, почало темніти і бій зупинився. Американці відступили до табору, залишивши британцям поле бою.
У підсумку армія Бургойна втримала собі поле, втративши у бою близько 600 чоловік. Це були переважно люди з центральної колони Гамільтона, причому 62-й полк скоротився до розміру роти. Три чверті артилеристів були вбиті або поранені. Американці втратили приблизно 300 чоловік убитими та пораненими.

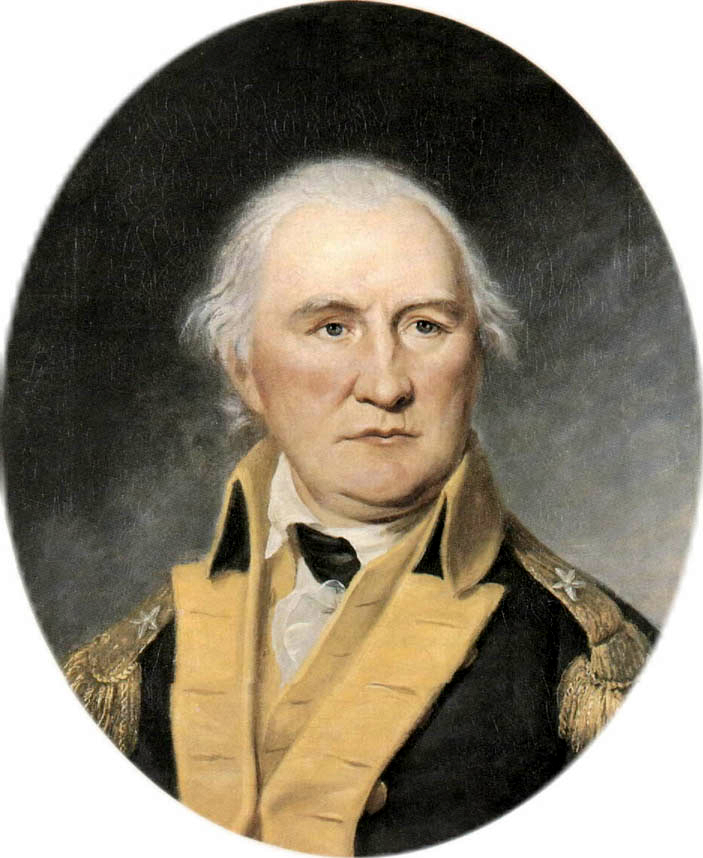
Даніель Морган, командир елітної легкої піхоти Континентальної армії, герой битви під Саратогою.

Бургойн зібрав нараду, аби вирішити, чи варто атакувати на наступний день, і в результаті було вирішено перенести атаку на день, до 21 вересня. Армія пересунулася ближче до американського табору, одночасно займаючись похованням загиблих. Атака 21-го числа була скасована, коли Бургойн отримав листа від Генрі Клінтона, командувача гарнізоном в Нью-Йорку, написаний 12 вересня. Клінтон писав, що він зможе виступити назустріч приблизно через 10 днів. Виходило, що, якщо він вийде з Нью-Йорка 22 вересня, то все одно не встигне до Саратоги до кінця вересня. У Бургойна були певні труднощі з продовольством, проте він вирішив почекати Клінтона. 23-го числа він написав Клінтону листа з проханням допомогти прогнати армію Гейтса. Клінтон відплив з Нью-Йорка 3 жовтня і 6 жовтня захопив Форт Клінтон та Форт Монтгомері. Передові його загони досягли Клермонта 16 жовтня.
Тим часом у таборі американців назрівав конфлікт між Гейтсом та Арнольдом. Гейтс відправив Конгресу рапорт про події 19 вересня, не згадавши в ньому Арнольда. Тим часом, офіцери вважали Арнольда основним творцем перемоги, і загони, які брали участь у бою, були переважно з його крила, і він особисто керував боєм, поки Гейтс перебував у наметі. Арнольд висловив свій протест, за що Гейтс усунув його від командування і призначив на його місце Бенжамена Лінкольна. Арнольд попросив перевести його в армію Вашингтона, і Гейтс погодився, проте Арнольд чомусь залишився в таборі.
Весь цей час відбувалися регулярні перестрілки між пікетами та патрулями обох армій. Снайпери Моргана встигли завдати істотної шкоди британським патрулям на західному фланзі.
Настав жовтень і стало ясно, що Клінтон не прийде на допомогу, так що 3 жовтня Бургойн перевів армію на скорочені раціони. На наступний день була зібрана нарада, яка так і не прийшла до єдиного рішення. На наступний день нарада зібралася знову, і цього разу Рідезель запропонував відступити на північ, причому Фрейзер підтримав його. Бургойн порахував, що відступ несумісний з гідністю армії і в результаті було вирішено атакувати лівий фланг американської армії силами 2000 осіб 7 жовтня. Тим часом американська армія чисельно зростала і до 7 жовтня досягла вже чисельності 12 000 чоловік.

## Друга битва під Саратогою (Беміс-Гайтс)

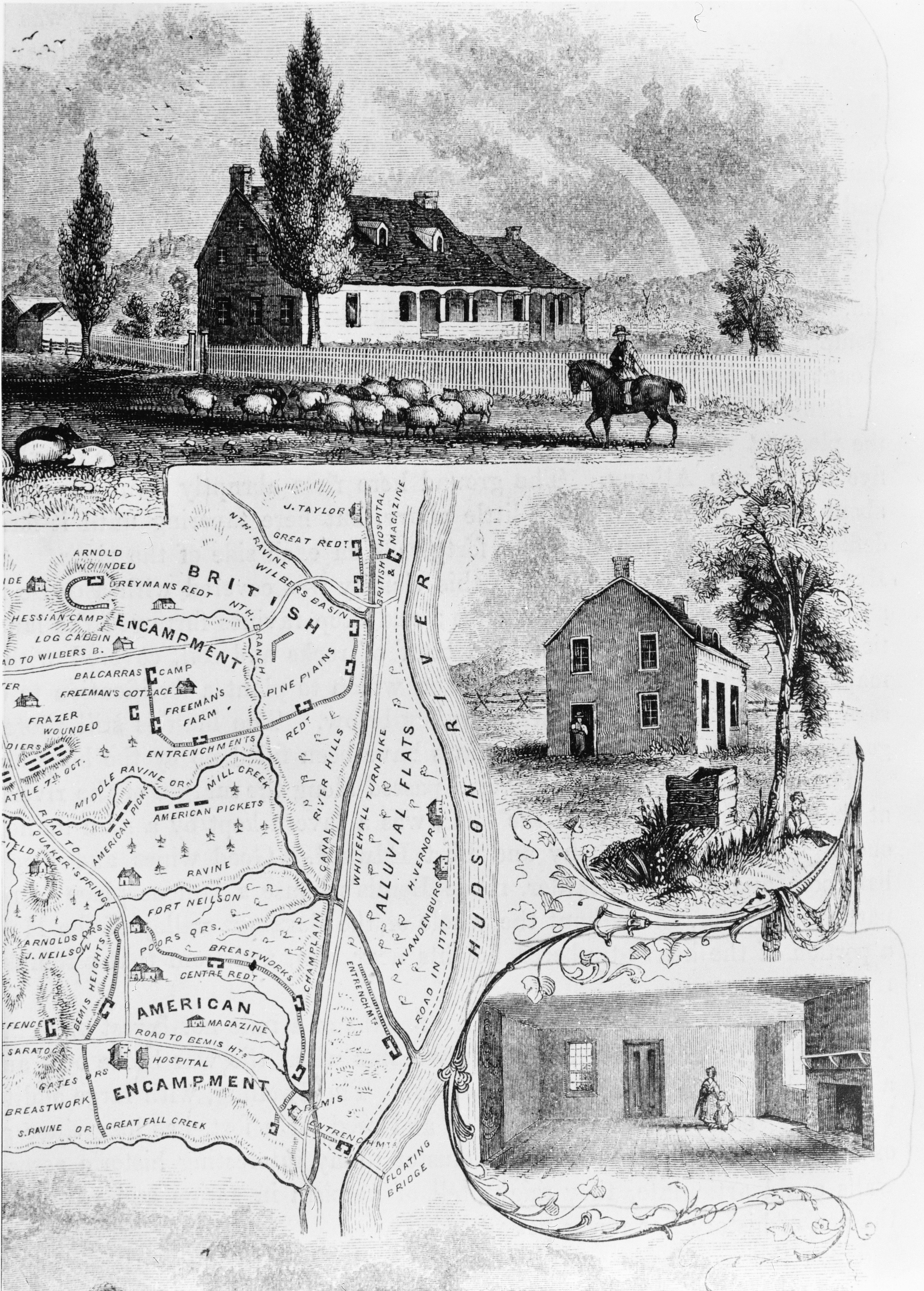
Карта бою під Саратогою та вид на дім Джона Нейлсона, де розташовувався штаб Бенедикта Арнольда

За час, що минув з 19 вересня, армія Бургойна дещо зменшилася і станом на 7 жовтня у її складі перебувало приблизно 5000 боєздатних солдатів. Він вирішив атакувати американську армію, проте спершу запропонував провести невелику рекогносцировку. Для цього був обраний загін Фрейзера: 24-й полк на правому фланзі, гренадери на лівому, а німецькі частини — в центрі. Загону були передано 8 британських гармат майора Вільямса та два гессенських капітана Пауша. Загін виступив з табору між 10 та 11 ранку і пройшов приблизно з кілометр, після чого зупинився оглянути американські позиції. За день до цього, 6-го числа, Клінтон провів блискучу операцію по захопленню двох зайнятих американцями фортів та знищенню тамтешньої американської коаліції, що перешкоджали його просуванню вгору по річці Гудзон, завдавши супротивнику важких втрат, внаслідок чого шлях вгору по річці для його суден був відкритим. Разом з тим, він проявив свої здібності організатора, зібравши в околицях Олбані всі невеликі кораблі, на які були завантажені запаси продовольства для армії Бургойна на шість місяців, внаслідок чого Тепер їх відділяло один від одного приблизно 240 км. Проте Бургойн та Клінтон нічого не знали про дії один одного, а тому вони діяли окремо один від одного.
Після відставки Арнольда генерал Гейтс передав командування лівим флангом Лінкольну. Дізнавшись від розвідників про виступ Бургойна, Гейтс наказав стрільцям Моргана висунутися вліво, людям Пора зайняти правий фланг, а Леарнеду (1-й нью-йоркський, 1-й канадський, 2-й і 8-й массачусеттський) зайняти центр. Загін чисельністю в 1200 нью-йоркських ополченців склав резерв. Загалом близько 8000 американців вийшли на поле того дня.
Перші постріли близько 14:00 — 14:30 здійснили британські гренадери по загону Пора, проте тамтешня місцевість робила вогонь малоефективним. Майор Акланд повів гренадерів в штикову атаку, що дозволило американцям відкрити вогонь з короткої дистанції. Акланд впав, уражений в обидві ноги, багато гренадери так само загинуло, так що ті, хто залишився живими, стали відступати. Американці кинулися в атаку, захопили Акланда та Уїльямса в полон разом з їхньою артилерією. На лівому фланзі американської армії британцям теж не пощастило: попри численність, людям Моргана вдалося загальмувати наступ Фрейзера. Коли ж Фрейзер отримав смертельну рану, британці почали в паніці тікати, відступаючи до своїх укріплень. Сам Бургойн ледь не був убитий: кулі потрапили в його коня, капелюха та жилет.

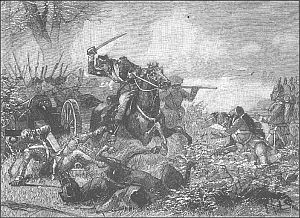
Бенедикт Арнольд в битві за висоти Беміса

Ця фаза бою тривала приблизно годину. Бургойн втратив 400 осіб, у тому числі майже всіх гренадерів та шість з десяти гармат.
У цей момент на полі бою з'явився ще один несподіваний учасник. Генерал Арнольд, відсторонений від командування та нудьгуючий в таборі, несподівано покинув табір і вирушив до місця бою. Гейтс негайно послав майора Армстронга з наказом повернути Арнольда, проте майор не встиг знайти генерала до кінця битви.
Правий фланг британського табору був захищений двома редутами. Західний редут обороняли 300 чоловік гессенця Генріха фон Бреймана, а східний — люди Алексендра Ліндсея, графа Балкерреса. Невеликий загін канадців займав простір між редутами. Відступаючі частини британців рухалися до позицій Ліндсея.
Арнольд організував переслідування відступаючого супротивника, а потім повів людей Пора в атаку на східний редут. Ліндсей зумів утримати редут, і бій був настільки спекотним, що Бургойн згодом писав: «Вони проявили завзятість, дивовижну для будь-якого офіцера». Розуміючи, що атака зірвалася, а Леарнед готує атаку на редут Бреймана, Арнольд вирушив туди, проскакавши між двома лініями військ та дивом залишившись неушкодженим. Він повів людей Леарнеда в атаку між редутами та вийшов в тил загону Бреймана, в той час як люди Моргана обійшли його з іншого боку. Після спекотного бою редут було взято, а Брейман був убитий.. Один з останніх пострілів влучив у коня Арнольда, і його нога була зламана — як кулею, так і полеглої конем. Якраз в цей час його знайшов майор Армстронг та наказав покинути поле бою. Арнольда винесли на носилках.
Втрата редуту Бреймана відкрила шлях до британського табору, проте у зв'язку з настанням темряви бойові дії припинилися. Німецький загін спробував відбити редут, проте в темряві заблукав і вийшов прямо до американського табору, де був узятий в полон.
На наступний день після бою від багатьох ран помер один з найкращих офіцерів у армії Бургойна Саймон Фрейзер, котрий побажав бути похованим на одному з редутів, побудованому британцями. Бургойн вирішив виконати бажання свого померлого товариша, і поховання пройшло за дуже незвичайних обставинах під вогнем американської артилерії. З цією битвою пов'язана відома у США розповідь про перехід леді Окленд з британського в американський табір, куди вона вирушила для того, аби розділити полон та страждання свого чоловіка, котрий опинився в американському полоні після того, як був важко поранений. Цю історію передає у одній зі своїх праць американський історик Лоссінґ, котрий писав:

### Капітуляція Бургойна
Після битви при Беміс-Гайтс 7 жовтня, армія Бургойна відступила до Саратоги, де стала очікувати підкріплення Клінтона, про якого не було нічого відомо, та готуватися до нової генеральної битви, проте становище в армії дедалі більше погіршувалось. Ось, що з цього приводу пише британський солдат-сучасник:
Враховуючи такі обставини, як неприбуття військ Клінтона, котрий насправді був зовсім недалеко, голод в армії, дезертирство, Бургойн вирішив зібрати воєнну нараду, на якій він поставив питання обговорення умов прийняття капітуляції. Дізнавшись про це, Гейтс відправив британському командуванню свої вимоги, у яких він вимагав беззаперечної капітуляції та здачі зброї, проте Бургойн заявив, що в такому разі його солдати «підуть на відчайдушний штурм американських позицій, ніж дозволять себе зганьбити». З огляду, на це американський командуючий Північною армією виробив нові умови капітуляції, за якими британська армія складала зброю, а в обмін на обіцянку більше ніколи не брати участь у бойових діях в Північній Америці, Гейтс обіцяв відпустити британських солдат на їхню вітчизну. Протягом процесу переговорів, «Джентльмен Джонні» попросив аби слово «капітуляція» було замінене на «конвенцію», що й було зроблено. Якраз в цей час до Бургойна дійшов лист від Клінтона, у якому той повідомляв, що він готовий надати підтримку його армії і що наразі він знаходиться лише за 80 км від Саратоги. Проте вже було занадто пізно. Битва під Саратогою закінчилася блискучою перемогою американської армії, котра в ході бою втратила 90 вбитих та 240 поранених, в той час, як армія супротивника понесла значніші втрати чисельністю в 440 вбитих, 695 поранених та 6222 полонених.

## Наслідки битви

### Конвенційна армія

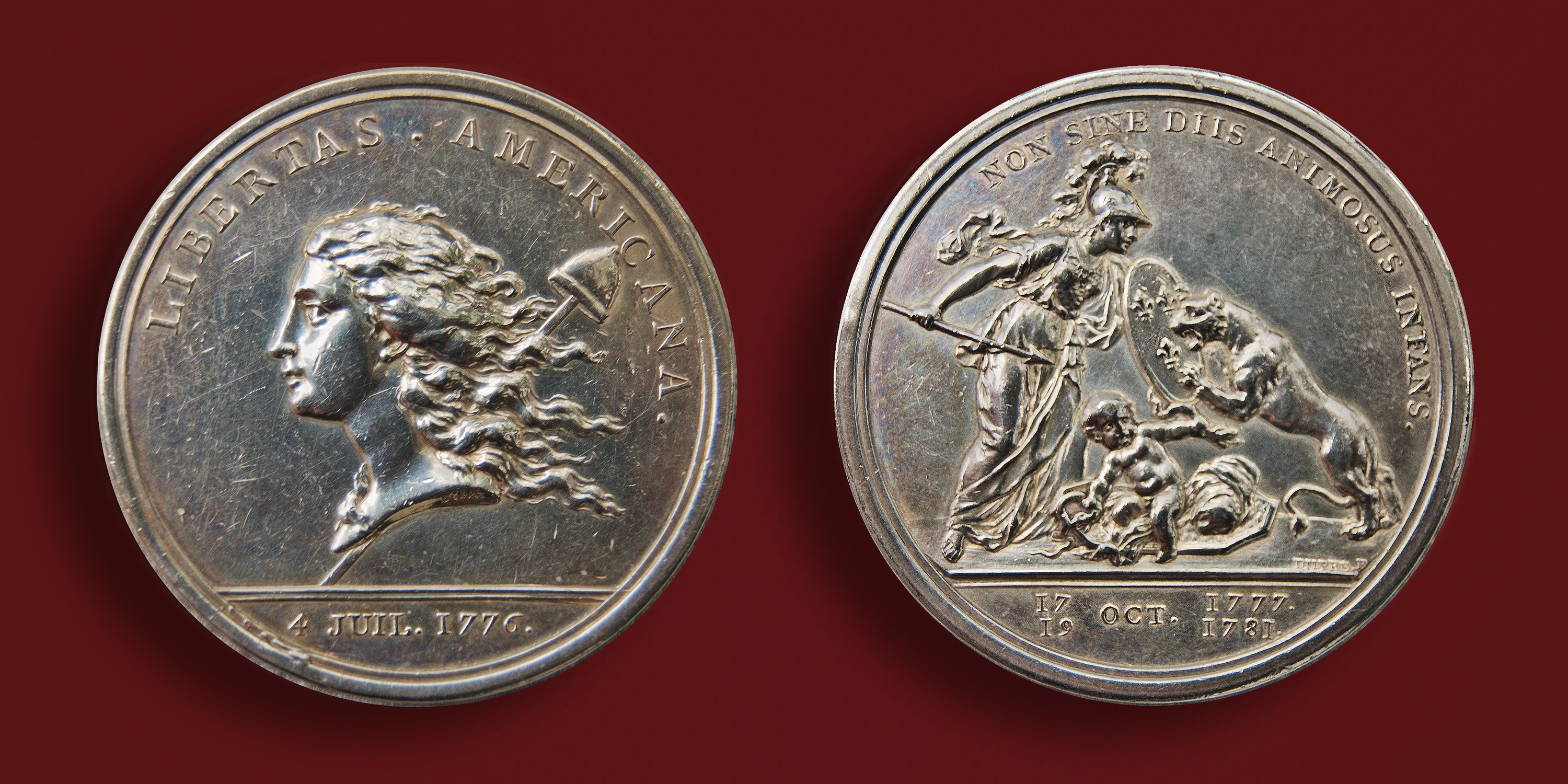

Після капітуляції Бургойна в Конгрес за дорученням Гейтса прибув полковник Вілкінсон, котрий повідомив про цю перемогу американську владу. Як результат, Конгрес ухвалив рішення нагородити учасників багатьма різними нагородами, проте згодом він намагався оскаржити умови капітуляції, запропоновані Гейтсом, зокрема пункт про відправку британських військ у Європу. 3 січня 1778 року Конгрес ухвалив рішення затримати армію Бургойна, відому тепер як Конвенційна, до тих пір, поки британська влада не ратифікує цей договір, таким чином, визнавши незалежність США. Однак, самого Бургойна відпустили у квітні, проте самі солдати Конвенційної армії залишилися в американському полоні до 1779 року.

### Реакція Європи
Лондон дізнався про поразку Бургойна 3 грудня з листа губернатора Квебека генерала Карлтона. Британські генерали Бургойн, Гау та Клінтон виступили в Палаті общин із обвинуваченнями щодо міністра американських колоній Джорджа Жермена, стверджувавши, що його накази були або занадто загальними, або через міру деталізованими.
Битва під Саратогою стала переломним моментом у війні, оскільки вперше за останні десятиріччя регулярна британська армія, котра вважалася однією з найкращих в Європі, зазнала поразки у генеральному бою від приблизно рівної по чисельності армії «континенталів». Ця подія викликала неабиякий резонанс у Європі, переконавши вищі кола окремих держав у намірах вступити у війну з Британією. Першим це зробив французький король Людовік XVI, котрий 6 лютого 1778 року підписав з Бенджаміном Франкліном союзний договір між Францією та США. Згодом його приклад повторили Іспанія та Голландія, котрі мали власні претензії зокрема на окремі британські колонії.

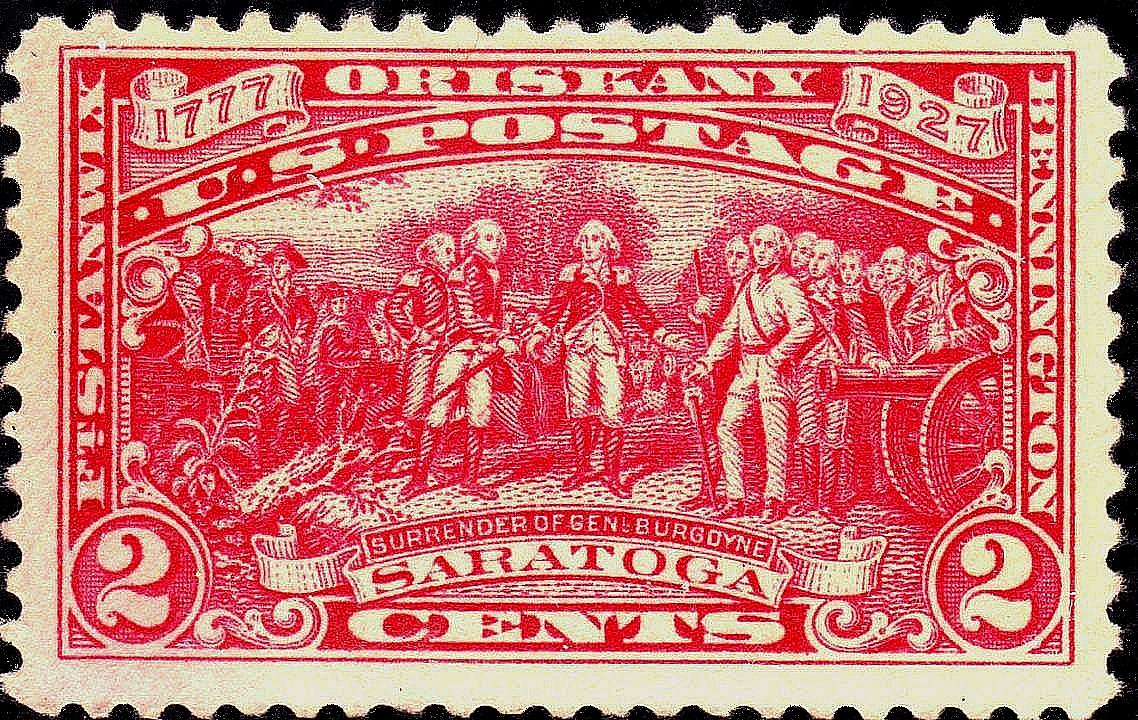
Капітуляція генерала Бургойна, зображена на поштовій марці 1927 р.

## Спадок

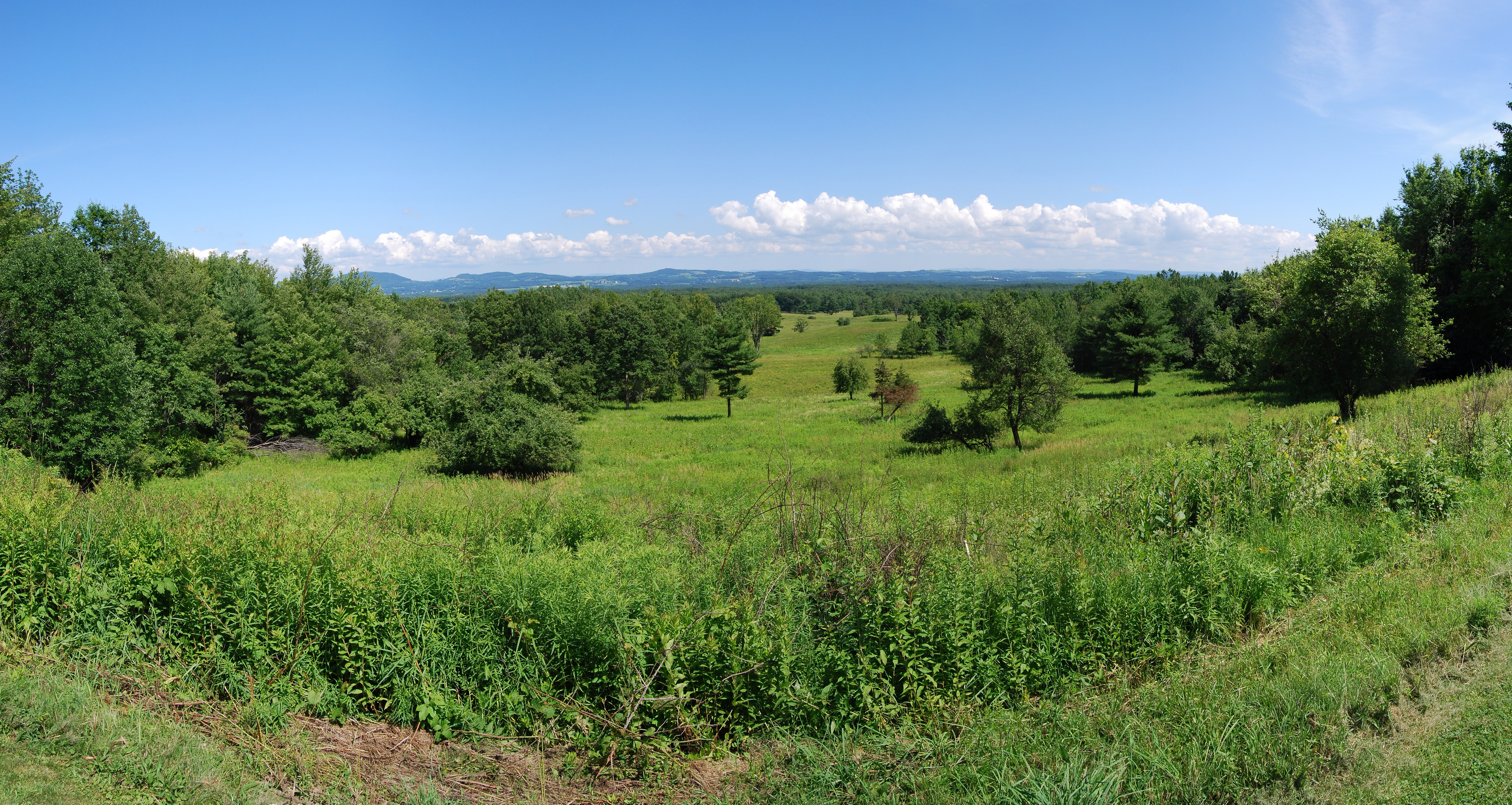
Саратозький національний історичний парк

Місця бойових дій збереглися і станом на сьогодні вони перебувають у відомстві Служби національних парків, як Саратозький національний історичний парк, котрий був внесений у 1966 році у Національний реєстр історичних місць. Сьогодні в парку розташована значна кількість пам'ятників та меморіалів, в тому числі генералам Гейтсу, Шуйлеру, Даніелю Моргану. Драматичним є меморіал, присвячений Бенедикту Арнольду і котрий стоїть на тому місці, де цей генерал отримав поранення поблизу редута Бреймана. Шість полків що брали участь у цій битві, а саме 101-й, 125-й, 102-й, 181-й, 182-й та 192-й, існують в американській армії й сьогодні, таким чином будучи одними з найстаріших військових одиниць у США.